# Robert Merrick
Robert Merrick (1971) é um velejador estadunidense.

## Carreira
Robert Merrick representou seu país nos Jogos Olímpicos de 2000, na qual conquistou a medalha de prata naa classes 470. 